# 2012 в Україні
2012 в Україні — це перелік головних подій, що відбулись у 2012 році в Україні. Також подано список відомих осіб, що померли в 2012 році. Крім того, зібрано список пам'ятних дат та ювілеїв 2012 року. З часом буде додано відомих українців, що народилися в 2012 році.

## Події
- 30 березня — Україна та Євросоюз парафували угоду про асоціацію, яка передбачає створення зони вільної торгівлі і спрощення візового режиму[1]
- 2 квітня — в Україні у перший рейс за маршрутом Харків—Київ вирушив швидкісний поїзд, розрахований на рух зі швидкістю до 160 кілометрів на годину, виробництва Крюківського вагонобудівного заводу[2]
- 5 квітня — вироком Солом'янського районного суду Києва колишнього міністра охорони довкілля в уряді Юлії Тимошенко Георгія Філіпчука засуджено до трьох років позбавлення волі
- 12 квітня — Печерський районний суд Києва засудив колишнього виконувача обов'язків міністра оборони в уряді Тимошенко Валерія Іващенка до п'яти років ув'язнення[3]
- 14 травня — Віктор Янукович підписав новий Кримінально-процесуальний кодекс України
- 18 травня — Верховний суд РФ ліквідовував Об'єднання українців Росії
- 8 червня — 1 липня — Польща і Україна прийняли Чемпіонат Європи з футболу 2012. У фіналі в Києві Іспанія перемогла Італію з рекордним для фіналів рахунком 4:0
- 31 липня — Верховна Рада України ратифікувала угоду про зону вільної торгівлі з країнами СНД[4]
- 17 серпня — екс-міністра внутрішніх справ Юрія Луценка засудили до 2 років в'язниці[5]
- 29 серпня — 9 вересня — Паралімпійські ігри у Лондоні, на яких Україна виборола четверте командне місце
- За даними Держстату, у вересні вперше за 19 років населення України збільшилося[6]
- 19 жовтня — у Києві біля Управління ООН у справах біженців російськими спецслужбами викрадений і вивезений до Москви російський опозиціонер Леонід Развозжаєв[7]
- 28 жовтня — в Україні відбулися вибори до Верховної Ради
- 7 листопада — прем'єр Микола Азаров передав конфіскований за рішенням суду у міністра юстиції крадений позашляховик Тойота Ленд Крузер в управління Міністерства юстиції та зобов'язав Міністерство внутрішніх справ зареєструвати цей транспортний засіб[8]
- 1 грудня — українка Ганна Ушеніна стала чемпіонкою світу з шахів серед жінок
- 3 грудня — уряд Миколи Азарова відправлений у відставку[9]
- 5 грудня — на тлі масового скасування рейсів найбільший авіаперевізник України «АероСвіт» подав заяву про банкрутство у господарський суд Київської області[10]
- 5 грудня — у щорічному Індексі сприйняття корупції, укладеному міжнародною неурядовою організацією Transparency International, Україна опинилася на 144 місці і названа найкорумпованішою країною Європи[11][12]
- 24 грудня — Олександр Ярославський під тиском міської влади продав футбольний клуб «Металіст» за 300 млн доларів[13]
- 26 грудня — Михайло Фоменко затверджений головним тренером збірної України з футболу

## Померли
- 1 лютого — Степан Сапеляк, український поет, прозаїк, публіцист, літературознавець, правозахисник, громадський діяч
- 3 лютого — В'ячеслав Бойков, український музикант, піаніст, педагог, заслужений діяч мистецтв України.
- 24 лютого — Андрій Бенкендорф, український та російський кінорежисер.
- 17 березня — Іван Дем'янюк, український солдат Червоної армії, виправданий 1993 року Верховним судом Ізраїлю від звинувачень у військових злочинах під час Другої світової війни
- 23 травня — Борис Возницький, український мистецтвознавець, директор Львівської галереї мистецтв, Герой України (2005), лауреат Національної премії імені Тараса Шевченка (1990)
- 31 липня — Ірина Стасів-Калинець, українська поетеса
- 27 листопада — Іван Білик, український письменник і перекладач, лауреат Шевченківської премії
- 18 грудня — Анатолій Заяєв, заслужений тренер України з футболу

## Шевченківська премія
Цього року лауреатами премії стали:
- мистецтвознавець Тетяна Кара-Васильєва — за книгу «Історія української вишивки»;
- художник Анатолій Криволап — за цикл творів живопису «Український мотив»;
- поет Петро Мідянка — за книгу віршів «Луйтра в небо»;
- письменник Володимир Рутківський — за історичну трилогію для дітей «Джури»;
- композитор Віктор Степурко — за музичний твір «Монологи століть».